# 神ちゅーんず 〜鳴らせ!DTM女子〜
『神ちゅーんず 〜鳴らせ!DTM女子〜』（かみちゅーんず ならせ!ディーティーエムじょし）は、朝日放送テレビ（ABCテレビ）の制作により、テレビ朝日でも、2019年4月7日から6月9日まで、『ドラマL』で放送されていたテレビドラマである。主演は私立恵比寿中学。

## 概要
私立恵比寿中学結成10周年記念作品。私立恵比寿中学のメンバー6人がDTM（デスクトップミュージック）を用いて「神曲」を生み出す女子高生として主演に起用されており、劇中内の音楽をゲスの極み乙女。の川谷絵音が担当する。また、川谷も本人役で本編に出演することになっている。そして、私立恵比寿中学が歌う主題歌・挿入歌の楽曲提供もしている。
連続ドラマ史上初の試みとして、ドラマ全編の撮影をiPhone XSで行い、iPhoneにしかできない映像表現に取り組んでいる。さらに、劇中でDTM作曲に使う機材も、主にiPhoneを活用するなど、まさにスマホ時代の可能性を見出したドラマとなっている。

## 登場人物
十倉 凜（とくら りん）
演 - 柏木ひなた（私立恵比寿中学） / 飯尾夢奏（幼少期）
大宮 やえ子（おおみや やえこ）
演 - 安本彩花（私立恵比寿中学）
橘 梓（たちばな あずさ）
演 - 真山りか（私立恵比寿中学）
藤原 ルミ（ふじわら ルミ）
演 - 星名美怜（私立恵比寿中学）
笠原 遥（かさはら はるか）
演 - 小林歌穂（私立恵比寿中学）
永莉 テイラー（えいり テイラー）
演 - 中山莉子（私立恵比寿中学）
澤田 正樹（さわだ まさき）
演 - 板垣瑞生（M!LK）
葛城先生（クラスの担任）
演 - 永野
川谷絵音（かわたに えのん）
演 - 川谷絵音（ゲスの極み乙女。） ※本人役、特別出演
宮下 由紀恵（生徒会長）
演 - 喜多乃愛
入山 涼子（ダンス部部長）
演 - 泉はる
鷺沼（軽音部ドラム）
演 - 工藤美桜
十倉 敦子（凛の母）
演 - 渡辺江里子（阿佐ヶ谷姉妹）
永莉 多恵子（テイラーの母）
演 - しゅはまはるみ
その他
演 - 藤田真澄、小林亜実、山本瑚々南、高山大翔、峯石桃香、そわんわん
永莉 勝
演 - デビット伊東

## スタッフ
- 脚本 - 山田佳奈
- 企画プロデュース - 飯田新（朝日放送テレビ）、関川友理（The icon）
- プロデューサー - 近藤真広（朝日放送テレビ）、山崎宏太（朝日放送テレビ）、中田陽子（朝日放送テレビ）、小林泰子（The icon）
- 監督 - 大谷健太郎、安見悟朗、酒見顕守
- 音楽 - 川谷絵音
- 主題歌 - 私立恵比寿中学「トレンディガール」（SME Records）
  - 劇中歌 - 私立恵比寿中学 - 「あなたのダンスで騒がしい」（SME Records）
- 制作協力 - The icon
- 制作著作 - 朝日放送テレビ

## 放送局・配信元

### 放送局
| 放送期間                | 放送時間                     | 放送局         | 対象地域   | 備考                          |
| ----------------------- | ---------------------------- | -------------- | ---------- | ----------------------------- |
| 2019年4月7日 - 6月9日   | 日曜 2:30 - 3:00（土曜深夜） | テレビ朝日     | 関東広域圏 | 制作局より21時間5分先行ネット |
|                         | 日曜 23:35 - 翌0:05          | 朝日放送テレビ | 近畿広域圏 | 制作局                        |
| 2019年4月15日 - 6月17日 | 月曜 0:55 - 1:25（日曜深夜） | 静岡朝日テレビ | 静岡県     |                               |
| 2019年4月16日 - 6月18日 | 火曜 1:29 - 1:59（月曜深夜） | メ〜テレ       | 中京広域圏 |                               |
| 2019年4月19日 - 6月21日 | 金曜 1:25 - 1:55（木曜深夜） | 愛媛朝日テレビ | 愛媛県     |                               |
| 2019年4月20日 - 6月22日 | 土曜 0:50 - 1:20（金曜深夜） | 山形テレビ     | 山形県     |                               |
| 2019年4月22日 - 6月24日 | 月曜 0:55 - 1:25（日曜深夜） | 北陸朝日放送   | 石川県     |                               |
| 2019年5月11日 - 8月17日 | 土曜 1:25 - 1:55（金曜深夜） | 新潟テレビ21   | 新潟県     | [ 7 ]                         |
| 2019年5月18日 - 不明    | 土曜 2:00 - 2:30（金曜深夜） | 琉球朝日放送   | 沖縄県     | [ 8 ]                         |
| 2019年5月28日 - 不明    | 火曜 1:30 - 2:00（月曜深夜） | 九州朝日放送   | 福岡県     |                               |
| 2019年9月30日 - 12月9日 | 月曜 0:55 - 1:30（日曜深夜） | 長崎文化放送   | 長崎県     |                               |
| 2020年1月13日 - 不明    | 月曜 0:59 - 1:29（日曜深夜） | 山口朝日放送   | 山口県     |                               |

### インターネット配信
| 配信元   | 配信期間     | 備考           |
| -------- | ------------ | -------------- |
| ひかりTV | 放送済分全話 | 有料見放題配信 |
| dTV      | 放送済分全話 | 有料見放題配信 |

## 放送日程
放送日は制作局・朝日放送テレビ基準。
| 話数   | 放送日  | ラテ欄                                        | 監督       |
| ------ | ------- | --------------------------------------------- | ---------- |
| 第1話  | 4月07日 | 誰でも音楽は作れる!!                          | 大谷健太郎 |
| 第2話  | 4月14日 | DTM女子をプロデュースする!?                   | 大谷健太郎 |
| 第3話  | 4月21日 | 指令!! 人気モデルをボーカルにスカウトせよ!?   | 安見悟朗   |
| 第4話  | 4月28日 | 好きに性別は関係ない!? メンバー同士の危険な恋 | 安見悟朗   |
| 第5話  | 5月05日 | DTM新曲初披露! ダンス部に亀裂!? 修羅場に!     | 酒見顕守   |
| 第6話  | 5月12日 | ミュージックビデオ初披露!! これがDTM神曲!!    | 酒見顕守   |
| 第7話  | 5月19日 | 神曲にパクリ疑惑!? SNSで大炎上で大ピンチ!!    | 大谷健太郎 |
| 第8話  | 5月26日 | 解散の危機!? ラップダンス&まさか! 禁断のキス  | 大谷健太郎 |
| 第9話  | 6月03日 | ついに解散…一発逆転の復活はあるのか!?         | 大谷健太郎 |
| 最終話 | 6月09日 | ゲリラライブ!! トレンディガールをフル尺披露   | 大谷健太郎 |